# Engineering Research Associates
L’Engineering research associates (ERA) était une société pionnière de l'informatique. Créée vers la fin de la Seconde Guerre mondiale après la dispersion des équipes Colossus, elle récupère des savoir-faire issus de la guerre et ceux récupérés en Allemagne (mémoire à tambour magnétique). Absorbée par Remington Rand en 1952, elle retrouve son autonomie sous la raison sociale Control Data Corporation en 1957. Elle crée durant son activité l'ordinateur ERA 1103.

## Source
- (en) Erwin Tomash et Arnold A. Cohen, « The Birth of an ERA: Engineering Research Associates, Inc. 1945-1955 », Annals of the History of Computing, vol. 1, no 2,‎ octobre 1979.